# Karel Loohuis
K.B. (Karel) Loohuis (Oldenzaal, 31 juli 1958) is een Nederlandse historicus, PvdA-politicus en bestuurder.

## Biografie
Na het gymnasium studeerde hij geschiedenis aan de Rijksuniversiteit Groningen en daarna werd hij in 1984 docent geschiedenis in Enschede en Oldenzaal. Loohuis was vanaf 1990 wethouder in Oldenzaal tot hij in september 1997 benoemd werd tot burgemeester van de toenmalige Noord-Hollandse gemeente Wognum.
Hij was in maart 2002 een van de twee kandidaten bij het burgemeestersreferendum in de gemeente Best waarbij de bevolking van die Noord-Brabantse gemeente met 64% de voorkeur gaf aan de andere kandidaat: Letty Demmers-van der Geest. Enkele maanden later werd hij benoemd tot burgemeester van Haaksbergen.
Van 15 februari 2011 tot 3 april 2024 was hij burgemeester van Hoogeveen. Bij zijn afscheid van Hoogeveen werd hij benoemd tot ridder in de Orde van Oranje Nassau en ontving hij de Erepenning van de gemeente Hoogeveen.
Loohuis is voorzitter van het bestuur van Stichting Vrienden van Ziekenhuis Bethesda en voorzitter van de raad van toezicht van Museum De Proefkolonie. 